# Plocama eriantha
Plocama eriantha là một loài thực vật có hoa trong họ Thiến thảo. Loài này được (Jaub. & Spach) M.Backlund & Thulin mô tả khoa học đầu tiên năm 2007.